# Volba prezidenta Československa 1990
Volba prezidenta Československa proběhla 5. července 1990 ve Vladislavském sále Pražského hradu, na společné schůzi obou komor Federálního shromáždění, kterou vedl předseda Alexander Dubček. Prezidentská volba proběhla po parlamentních volbách v červnu 1990, které obměnily Federální shromáždění. Bývalý disident Václav Havel byl opětovně zvolen československým prezidentem.

## Pozadí
První mandát Václava Havla trval necelého půl roku. V červnu 1990 proběhly první svobodné volby od pádu komunistického režimu, které výrazně proměnily obsazení Federálního shromáždění. Definitivně také padla dohoda mezi Alexandrem Dubčekem a Havlem o jejich prostřídání v prezidentské funkci. Slovenská národní strana podpořila kandidaturu slovenského herce Štefana Kvietika, který kandidaturu nepřijal a naopak vyjádřil podporu Havlovi.

## Průběh a výsledek volby
Volba proběhla formou tajného hlasování a účastnilo se jí 285 poslanců. Václav Havel byl potřebnou třípětinovou většinou zvolen československým prezidentem.
| Kandidát | Sněmovna lidu | Sněmovna národů ČSR | Sněmovna národů SSR | Celkem hlasů |
| -------- | ------------- | ------------------- | ------------------- | ------------ |
| Pro      | 114           | 63                  | 57                  | 235          |
| Proti    | 25            | 9                   | 16                  | 50           |

Bezprostředně po svém zvolení složil Václav Havel prezidentský slib podle článku 62 ústavního zákona o československé federaci.